# Colline Pontine
L'olio extravergine di oliva Colline Pontine è un prodotto agroalimentare italiano, tipico della provincia di Latina, nel Lazio.
L'olio è ottenuto dalla spremitura di olive della cultivar Itrana (nota anche come Oliva di Gaeta, Trana, Oliva Grossa oppure Cicerone).
Nel 2010 l'olio extravergine di oliva Colline Pontine ha ottenuto dall'Unione europea il riconoscimento di prodotto agroalimentare a denominazione di origine protetta (DOP).

## Storia
Secondo la tradizione, la coltivazione dell'olivo nel territorio pontino fu introdotta dai Greci fuggiti da Sparta. La pianura pontina venne in seguito occupata dal popolo dei Latini, scesi dall'Italia centrale, i quali però, dopo la sconfitta subita dai Romani, dovettero trasferirsi sui monti circostanti insieme agli altri popoli della Lega Latina. Peraltro, l'Impero romano emanò diversi editti per regolare l'olivocoltura, ritenendola di primaria importanza. Alla caduta dell'Impero romano d'occidente, la profonda crisi dello Stato centrale causò il declino della produzione e del commercio dell'olio.
Durante il periodo medioevale, solo le locali abbazie benedettine e cistercensi continuarono a coltivare gli oliveti per la produzione di olio. Durante il dominio dei Visigoti erano previste sanzioni di 5 soldi chi avesse danneggiato o abbattuto un olivo, così come gli statuti di Bassiano, Cori, Sessa e Minturno prevedevano pene per il danneggiamento degli olivi.
Oltre ad occuparsi della bonifica delle paludi ponrine, lo stato della Chiesa emanò un editto per concedere agli agricoltori un premio di 10 scudi per ogni 100 nuove piante di olivo: si registrò così nel 1786 l'avvenuta messa a dimora di 48.901 ettari di oliveti.
Con l'unità d'Italia, l'olivicoltura locale venne promossa e tutelata, con l'esposizione del raccolto e dell'olio in varie mostre, anche internazionali. In epoca fascista, l'autarchia imposta dalle sanzioni della Società delle Nazioni comportò notevoli investimenti nell'agricoltura, inclusa l'olivicoltura.
Negli ultimi decenni del XX secolo è avvenuto uno sviluppo tecnologico, incentivato da ulteriori investimenti per la trasformazione delle olive, che hanno migliorato la qualità del prodotto.

## Zona di produzione
L'areale dell'olio extravergine di oliva Colline Pontine DOP include 25 comuni della provincia di Latina: Aprilia, Bassiano, Campodimele, Castelforte, Cisterna di Latina, Cori, Fondi, Formia, Itri, Lenola, Maenza, Minturno, Monte San Biagio, Norma, Priverno, Prossedi, Roccagorga, Rocca Massima, Roccasecca 
dei Volsci, Santi Cosma e Damiano, Sermoneta, Sezze, Sonnino, Spigno Saturnia e Terracina.